# How the West Was Won and Where It Got Us
How the West Was Won and Where It Got Us è un singolo della band statunitense R.E.M.. La canzone è il quarto ed ultimo singolo estratto dal decimo album della band New Adventures in Hi-Fi (1996).

## Tracce
1. "How the West Was Won and Where It Got Us" – 4:34
2. "Be Mine" (Mike on the Bus version) – 4:54
3. "Love Is All Around" (Reg Presley) – 3:04
4. "Sponge" (Vic Chesnutt) – 4:08